# Дім Відпочинку «Волковиці»
Дім Відпочинку «Волковиці» (рос. Дом Отдыха «Волковицы») — селище у Ломоносовському районі Ленінградської області Російської Федерації.
Населення становить 16 осіб. Належить до муніципального утворення Кіпенське сільське поселення.

## Географія
Населений пункт розташований на західній околиці міста Санкт-Петербурга.

## Історія
Населений пункт розташований на історичній землі Іжорія.
Згідно із законом від 24 грудня 2004 року № 117-оз належить до муніципального утворення Кіпенське сільське поселення.

## Населення
| 2007 | 2010 |
| ---- | ---- |
| 4    | ↗16  |